# Lelde Dreimane
Lelde Dreimane (født 2. december 1989 i Riga, lettiske SSR, Sovjetunionen) er en lettisk skuespiller.